# John Hamilton (acteur)
Pour les articles homonymes, voir Hamilton et John Hamilton.
John Rummel Hamilton, né le 16 janvier 1887 à Shippensburg (Pennsylvanie) et mort le 15 octobre 1958 à Glendale (Californie), est un acteur américain.

## Biographie
John Hamilton entame sa carrière au théâtre et débute à Broadway (New York) dans la comédie musicale The Queen of the Moulin Rouge (1908-1909). Là, il joue régulièrement jusqu'en 1932, dans des pièces, des revues et d'autres comédies musicales, dont Heads Up sur une musique de Richard Rodgers (1929-1930, avec Ray Bolger et Victor Moore). Après 1932, il revient une ultime fois à Broadway en 1943, dans la pièce Feathers in a Gale (avec Richard Garrick et Paula Trueman).
Au cinéma, comme second rôle de caractère ou dans des petits rôles non crédités, il contribue à plus de trois cents films américains (dont des courts métrages, des westerns et des serials), le premier étant Dangerous Nan McGrew (en) de Malcolm St. Clair (1930, avec Helen Kane et Victor Moore).
Parmi ses films notables, mentionnons Sa dernière chance de William A. Seiter (1937, avec Robert Taylor et Barbara Stanwyck), Le Faucon maltais de John Huston (1941, avec Humphrey Bogart et Mary Astor), Au carrefour du siècle de Norman Taurog (1947, avec Brian Donlevy et Robert Walker), ou encore Le Grand Caruso de Richard Thorpe (1951, avec Mario Lanza dans le rôle-titre et Ann Blyth). Son dernier film sort en 1958, année de sa mort, à 71 ans.
À la télévision américaine, outre un téléfilm diffusé en 1954, John Hamilton apparaît dans vingt-sept séries entre 1949 et 1958, certaines de western comme Cisco Kid (trois épisodes, 1952-1953). Mais surtout, il personnifie Perry White dans Les Aventures de Superman (cent-deux épisodes, 1952-1958, avec George Reeves dans le rôle-titre).

## Théâtre à Broadway (intégrale)

### Comédies musicales et revues
- 1908-1909 : The Queen of the Moulin Rouge, musique de John T. Hall, lyrics de Vincent Bryan, livret de Paul M. Potter (en) : un étudiant
- 1912-1913 : The Girl from Montmartre, musique d'Henri Berény (en), lyrics et livret d'Harry B. Smith (en) et Robert B. Smith, d'après La Dame de chez Maxim de Georges Feydeau, production de Charles Frohman : M. Sauverel
- 1915-1916 : Ruggles of Red Gap, musique de Sigmund Romberg, lyrics d'Harold Atteridge (en), livret d'Harrison Rhodes : le propriétaire de Booth
- 1920 : Macushla, musique d'Ernest R. Ball (en), lyrics de J. Keirn Brennan (en), livret de Rida Johnson Young (en) : Dinny O'Mara
- 1927 : Rufus Le Maire's Affairs, musique de Martin Broones, lyrics et sketches de Ballard MacDonald (en), costumes de Charles Le Maire : un acteur / Dan Magrew / un ami / Johnny Powell / un docteur / un serveur / un auteur
- 1928 : Americana (en), musique de Roger Wolfe Kahn, lyrics d'Irving Caesar et J. P. McEvoy (en), sketches, mise en scène et production de J. P. McEvoy : rôles divers
- 1929-1930 : Heads Up, musique de Richard Rodgers (arrangée par Robert Russell Bennett), lyrics de Lorenz Hart, livret de John McGowan (en) et Paul Gerard Smith, direction musicale d'Alfred Newman : Larry White

### Pièces
- 1915 : Taking Chances de Paul Frank et Siegfried Geyer : rôle non spécifié
- 1918-1921 : Lightnin' (en) de Winchell Smith (en) et Frank Bacon (en) : Rodney Harper (remplacement)
- 1919 : Lusmore de Rita Olcott et Grace Heyer : Mal O'Flynn
- 1925 : La maestrina (Stolen Fruit) de Dario Niccodemi, adaptation de Gladys Unger : Guideau
- 1928 : Gods of the Lightning (en), de Maxwell Anderson et Harold Hickerson, mise en scène et production d'Hamilton MacFadden : Gluckstein
- 1928-1929 : One Way Street de Beulah Poynter, mise en scène d'Hamilton MacFadden : Wilson Garret
- 1930 : The Rhapsody de Louis K. Anspacher (en) : Dr Hollister
- 1931 : Unexpected Husband de Barry Conners (en) : rôle non spécifié (remplacement)
- 1932 : Heigh-Ho, Everybody d'Herbert Polesie et John McGowan (en) : Ferguson
- 1943 : Feathers in a Gale de Pauline Jamerson et Reginald Lawrence : Zeb Hibbitt

## Filmographie partielle

### Cinéma
- 1930 : Dangerous Nan McGrew (en) de Malcolm St. Clair : Grant
- 1936 : L'Obsession de madame Craig (Craig's Wife) de Dorothy Arzner : un détective
- 1936 : Le Billet fatal (Two in a Crowd) d'Alfred E. Green : Purdy
- 1936 : Aventure à Manhattan (Adventure in Manhattan) d'Edward Ludwig : un chef du FBI
- 1936 : Trois Jeunes Filles à la page (Three Smart Girls) d'Henry Koster : un lieutenant de police
- 1936 : A Man Betrayed de John H. Auer : M. Carlton
- 1937 : Sa dernière chance (This Is My Affair) de William A. Seiter : le directeur de la prison
- 1937 : L'Heure suprême (Seventh Heaven) d'Henry King : un gendarme
- 1937 : Week-end mouvementé (Fifty Roads to Town) de Norman Taurog : Capitaine Carroll
- 1938 : Over the Wall de Frank McDonald : le directeur de la prison
- 1938 : Doctor Rhythm de Frank Tuttle :  Insp. Bryce
- 1938 : Monsieur Moto sur le ring (Mr. Moto's Gamble) de James Tinling : Philip Benton
- 1938 : Vous ne l'emporterez pas avec vous (You Can't Take It With You) de Frank Capra : un invité de Kirby au dîner
- 1938 : Des hommes sont nés (Boys Town) de Norman Taurog : le directeur de la prison
- 1938 : Un envoyé très spécial (Too Hot to Handle) de Jack Conway : M. Fairfield
- 1938 : Les Anges aux figures sales (Angels with Dirty Faces) de Michael Curtiz : un capitaine de police
- 1939 : Les trois jeunes filles ont grandi (Three Smart Girls Grow Up) d'Henry Koster : Harry
- 1939 : L'Étrange Rêve (Blind Alley) de Charles Vidor : le directeur de la prison
- 1939 : Les Aveux d'un espion nazi (Confessions of a Nazi Spy) d'Anatole Litvak : un chef du FBI
- 1939 : Rose de Broadway (Rose of Washington Square) de Gregory Ratoff : un juge
- 1939 : Mélodie de la jeunesse (They Shall Have Music) d'Archie Mayo : un détective
- 1939 : J'ai volé un million (I Stole A Million) de Frank Tuttle : Dist. Atty. Wilson
- 1939 : Les Fantastiques Années 20 (The Roaring Twenties) de Raoul Walsh : un juge
- 1939 : En surveillance spéciale (Invisible Stripes de Lloyd Bacon : Capitaine Johnson
- 1940 : La Balle magique du Docteur Ehrlich (Dr Ehrlich's Magic Bullet) de William Dieterle : Hirsch
- 1940 : Johnny Apollo d'Henry Hathaway : un juge
- 1940 : Une femme dangereuse (They Drive By Night) de Raoul Walsh : l'avocat de la défense
- 1940 : La Fièvre du pétrole (Boom Town) de Jack Conway : l'avocat de McMasters

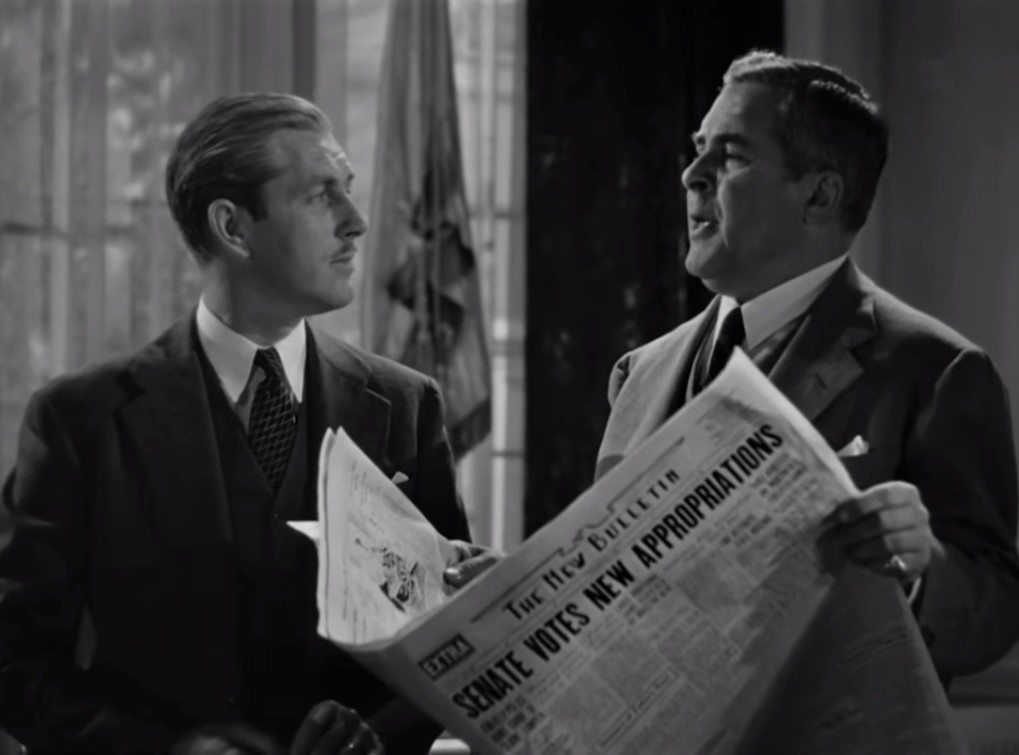
À droite, dans L'Homme de la rue (1941)

- 1941 : Cheers for Miss Bishop de Tay Garnett : Président Watts
- 1941 : Le Faucon maltais (The Maltese Falcon) de John Huston : Bryan
- 1941 : L'Homme de la rue (Meet John Doe) de Frank Capra : Jim
- 1941 : Par la porte d'or (Hold Back the Dawn) de Mitchell Leisen : Mac
- 1941 : Ève a commencé (It Started with Eve) d'Henry Koster : Thomas
- 1941 : La Charge fantastique (They Died with Their Boots On) de Michael Curtiz : un colonel
- 1942 : L'amour n'est pas en jeu (In This Our Life) de John Huston : Inspecteur Millett
- 1942 : L'Inspiratrice (The Great Man's Lady) de William A. Wellman : Sénateur Grant
- 1942 : Le Mystérieux Docteur Broadway (Dr Broadway) d'Anthony Mann : Inspecteur Joe
- 1942 : La Glorieuse Parade (Yankee Doodle Dandy) de Michael Curtiz : un major recruteur
- 1942 : Le Caïd (The Big Shot) de Lewis Seiler : un juge
- 1942 : Griffes jaunes (Across the Pacific) de John Huston : le président de la cour martiale
- 1943 : Mission à Moscou (Mission to Moscow) de Michael Curtiz : Charlie
- 1944 : L'amour cherche un toit (Standing Room Only) de Sidney Lanfield : un général
- 1944 : Captain America d'Elmer Clifton et John English (serial) : G. F. Hillman (ch. 13-14)
- 1944 : Vacances de Noël (Christmas Holiday) de Robert Siodmak : le premier juré
- 1944 : Sérénade américaine (Music in Manhattan) de John H. Auer : M. Bradley
- 1944 : Zorro le vengeur masqué (Zorro's Black Whip) de Spencer Gordon Bennet et Wallace Grissell (serial) : M. Walsh (ch. 1-3 et 10-12)
- 1945 : Les Fausses Pudeurs (Mom and Dad) de William Beaudine : Dr Burnell
- 1945 : La Cible vivante (The Great Flamarion) d'Anthony Mann : le coroner
- 1945 : Show Boat en furie (The Naughty Nineties) de Jean Yarbrough : le shérif d'Ironville
- 1945 : La Blonde incendiaire (Incendiary Blonde) de George Marshall : un juge
- 1945 : Johnny Angel d'Edwin L. Marin : le chef du port
- 1946 : Les Indomptés (Renegades) de George Sherman : l'avocat de l'accusation
- 1946 : The Brute Man de Jean Yarbrough : Professeur Cushman
- 1946 : L'Impératrice magnifique (Magnificent Doll) de Frank Borzage : M. Witherspoon
- 1947 : The Devil on Wheels de Crane Wilbur : M. Davis
- 1947 : Au carrefour du siècle (The Beginning or the End) de Norman Taurog : Dr Harold C. Urey
- 1947 : Le Maître de la prairie (The Sea of Grass) d'Elia Kazan : Forrest Hamilton
- 1947 : C'est arrivé dans la Cinquième Avenue (It Happened on Fifth Avenue) de Roy Del Ruth : Harper
- 1947 : Violence de Jack Bernhard : Dr Chalmers
- 1947 : Too Many Winners de William Beaudine : Albert Payson
- 1947 : La Vie secrète de Walter Mitty (The Secret Life of Walter Mitty) de Norman Z. McLeod : Dr Remington
- 1947 : La Danse inachevée (The Unfinished Dance) d'Henry Koster : Dr Philburn
- 1948 : Far West 89 (Return of the Bad Men) de Ray Enright : Doc Greene
- 1948 : In This Corner de Charles Reisner : L'amiral dans le bureau de Harris
- 1949 : L'Homme de Kansas City (Fighting Man of the Plains) d'Edwin L. Marin : Currier
- 1950 : Une rousse obstinée (The Reformer and the Redhead) de Melvin Frank et Norman Panama : un capitaine de police
- 1950 : Annie, la reine du cirque (Annie Get Your Gun) de George Sidney : le capitaine du bateau
- 1950 : C'étaient des hommes (The Men) de Fred Zinnemann : le juge de paix
- 1950 : The Magnificent Yankee de John Sturges : Juge White
- 1951 : La Belle du Montana (Belle Le Grand) d'Allan Dwan : un courtier
- 1951 : Le Grand Caruso (The Great Caruso) de Richard Thorpe : Forrest DeWitt
- 1951 : The Guy Who Came Back de Joseph M. Newman : un amiral
- 1953 : So This Is Love de Gordon Douglas : Charlie
- 1953 : Donovan's Brain de Felix E. Feist : M. MacNish
- 1954 : Sitting Bull de Sidney Salkow et René Cardona : Président Ulysses S. Grant

### Télévision
(séries)
- 1951 : Les Aventures de Kit Carson (The Adventures of Kit Carson), saison 1, épisode 5 The Murango Story de Lew Landers : Juge Paxton
- 1952-1953 : Cisco Kid (The Cisco Kid), saison 3, épisode 16 Dead by Proxy (1952 : le shérif), épisode 20 The Fire Engine (1953 : John Mitchell) et épisode 24 Fear (1953 : Thomas T. Trimble)
- 1955 : Le Choix de... (Screen Directors Playhouse), saison unique, épisode 1 Gouverneur malgré lui (Meet the Governor) de Leo McCarey : M. Campo
- 1952-1958 : Les Aventures de Superman (The Adventures of Superman), saisons 1 à 6, 102 épisodes : Perry White